# Kaul
Kaul ist ein deutscher Orts- sowie ein deutscher und indischer Familienname.
- Kaul (Kreis Heiligenbeil) in Ostpreußen, nach 1945 untergegangener Ort im Rajon Bagrationowsk, Oblast Kaliningrad, Russland

## Etymologie des deutschen Namens
- Wohnstättenname zu mhd. kūle („Grube“, mnd. kule „Grube, Vertiefung, Loch“)
- Übername zu mhd. kugele, zusammengezogen kūle „Kugel“, auch verächtlich für Kopf
- Übername zu fnhd. kaul („Keule“ für einen groben Menschen)
- Herkunftsname zu dem Ortsnamen Kaule (Nordrhein-Westfalen, Brandenburg)[1]

## Namensträger
- Anil Kaul (* 1964), kanadischer Badmintonspieler indischer Herkunft
- Anja Beatrice Kaul (* 1965), deutsche Schauspielerin
- Alexander Kaul (Politiker) (1901–1972), deutscher Politiker
- Alexander Kaul (Biophysiker) (1934–2023), deutscher Biophysiker
- August Kaul (1873–1949), deutscher Landschaftsmaler der Düsseldorfer Schule
- Awtar Krishna Kaul (1939–1974), indischer Drehbuchautor, Filmregisseur und -produzent
- Bernhard Kaul (1919–2001), erster Abt der wiederbegründeten Zisterzienserabtei Kloster Hauterive
- Erich Kaul (1899–1971), deutscher Politiker und SA-Führer
- Felix Kaul (1920–2013), deutscher Jurist und Bundesanwalt
- Flemming Kaul (* 1955), dänischer Archäologe
- Friedrich Karl Kaul (1906–1981), deutscher Jurist und Autor
- Georg Kaul (1873–1933), schlesischer Journalist und Politiker (SPD)
- Hans-Peter Kaul (1943–2014), deutscher Völkerrechtler
- Henning Kaul (* 1940), deutscher Politiker
- Inge Kaul (1944–2023), politische Schriftstellerin
- Johannes Kaul (* 1940), deutscher Journalist und Autor
- Karl Kaul (Maler, 1934) (1934–2003), deutscher Maler
- Karl Kaul (Maler, 1937) (* 1937), deutscher Maler
- Kurt Kaul (1890–1944), deutscher SS-Gruppenführer, Generalmajor der Polizei, NSDAP-MdR
- Mani Kaul (1944–2011), indischer Filmregisseur, Drehbuchautor und Hochschullehrer
- Maria Lota Kaul (* 2000), estnische Tennisspielerin
- Martin Kaul (* 1981), deutscher Journalist
- Matthias Kaul (1949–2020), deutscher Perkussionist und Komponist
- Michael Kaul (Maler) (* 1957), deutscher Maler
- Michael Kaul (Fußballspieler) (* 1963), deutscher Fußballspieler
- Michael Kaul (Leichtathlet) (* 1967), deutscher Leichtathlet
- Niklas Kaul (* 1998), deutscher Zehnkämpfer und Speerwerfer
- Nitasha Kaul (* 1976), indische Wirtschaftswissenschaftlerin, Philosophin, Dichterin und Schriftstellerin
- Oliver Kaul, deutscher Ökonom und Hochschullehrer
- Oskar Kaul (1885–1968), deutscher Musikwissenschaftler
- Pascal Kaul (* 1962), Schweizer Badmintonspieler
- Rainer Kaul (* 1952), deutscher Politiker
- Rolf Kaul (* 1946), deutscher Fußballspieler
- Sebastian Kaul (* 1979), deutscher Fußballspieler
- Sheila Kaul (1915–2015), indische Politikerin
- Siddhartha Kaul (* 1954), indischer Manager, Präsident von SOS-Kinderdorf International
- Theodor Kaul (1908–1974), deutscher evangelischer Pfarrer und Kirchenhistoriker
- Walter Kaul (1903–nach 1936), deutscher Politiker (NSDAP)